# Hitzkirch
Hitzkirch (gsw. Hitzchiuch, Hitzchüuch) –  miejscowość i gmina w środkowej Szwajcarii, w kantonie Lucerna, w okręgu Hochdorf. Leży nad jeziorami Hallwilersee oraz Baldeggersee. Pod względem powierzchni jest największą gmina w regionie. 1 stycznia 2009 do gminy przyłączono gminy Gelfingen, Hämikon, Mosen, Müswangen, Retschwil i Sulz. 1 stycznia 2021 do gminy przyłączono gminę Altwis.

## Demografia
W Hitzkirchu mieszka 5975 osób. W 2021 roku 16,2% populacji gminy stanowiły osoby urodzone poza Szwajcarią. 

## Transport
Przez teren gminy przebiegają drogi główne nr 26 i nr 298. 